# Saint-Nicolas-du-Pélem
Saint-Nicolas-du-Pélem (en bretó Sant-Nikolaz-ar-Pelem) és un municipi francès, situat a la regió de Bretanya, al departament de Costes del Nord. L'any 1999 tenia 1.843 habitants.

## Demografia
| 1962                                       | 1968  | 1975  | 1982  | 1990  | 1999  |
| ------------------------------------------ | ----- | ----- | ----- | ----- | ----- |
| 2.013                                      | 2.102 | 2.106 | 2.023 | 1.922 | 1.843 |
| Des de 1962: població sense dobles comptes |       |       |       |       |       |

## Administració
| Període   | Identitat      | Partit |
| --------- | -------------- | ------ |
| 2001-2008 | Michel Connan  | PCF    |
| 2008-     | Michel Le Bars |        |